# 刘竹青
刘竹青（1973年12月15日—），男，山西武乡人，中华人民共和国教育工作者，中共党员，工学博士，教授，拥有中国农业大学农业电气化与自动化专业博士学位，现任东北农业大学党委副书记，校长，主要从事农村清洁能源及农业固碳减排方向的研究。

## 生平
刘竹青1991年考入北京农业工程大学水力机械专业，本科毕业后在中国农业大学硕博连读，并于2000年取得博士学位。博士毕业后留校工作，曾担任中国农业大学科技处副处长、党政办公室副主任、水利与土木工程学院副院长、发展规划处处长、人才办公室主任等职。在校任职期间，2000年-2004年，先后在中国农业大学食品学院和日本筑波大学从事博士后研究。
2020年6月，刘竹青离开了工作近20年的中国农大，挂任东北农业大学副校长，2022年7月两年挂任期满后续任副校长一职。
2024年10月，接替此前已任党委书记的付强，任东北农业大学校长、党委副书记。

## 荣誉
2013年和2021年，获中华农业科技奖一等奖和神农中华农业科技奖优秀创新团队。
2017年，获国家科学技术进步二等奖。